# Oeneis shonis
Oeneis shonis är en fjärilsart som beskrevs av Matsumura 1927. Oeneis shonis ingår i släktet Oeneis och familjen praktfjärilar. Inga underarter finns listade i Catalogue of Life.